# 2007 في قطر
فيما يلي قوائم الأحداث التي وقعت خلال عام 2007 في قطر.

## سياسة

### انتهاء فترة المنصب
- 3 أبريل – عبد الله بن خليفة آل ثاني رئيس وزراء قطر ‏.

## رياضة
- 13 أبريل – دوري نجوم قطر 2007–08 الفائز نادي الغرافة.

## موسيقى

### ألبومات
من الألبومات التي صدرت هذه السنة في قطر:
- 1 يناير – إلى تلميذة من غناء كاظم الساهر.
- 1 يناير – يوميات رجل مهزوم من غناء كاظم الساهر.